# Bertha Valerius
Aurora Valeria Albertina Bertha Valerius (21 de gener de 1824, Estocolm – 24 de març de 1895, Estocolm) fou una fotògrafa i pintora sueca, filla de Johan David Valerius, i Kristina Aurora Ingell.
Va estudiar art a la Reial Acadèmia de Belles arts de Suècia i més tard a Düsseldorf, Dresden i París. Al seu retorn, va començar a pintar retrats. L'any 1860 va acompanyar la seva germana, Christina Nilsson, durant els seus estudis a París com a carabina. Durant la seva segona estada a París, va estudiar fotografia, i al seu retorn, va obrir el seu propi estudi fotogràfic. L'any 1863 va ser considerada com un dels fotògrafs més destacats d'Estocolm.
El 1864 va ser nomenada retratista oficial de la Cort Real. Va ser premiada amb un diploma honorífic a la gran exposició d'Estocolm de 1866. A mitjan 1870s, va tancar el seu estudi i es va dedicar exclusivament a la pintura, on també va aconseguir gran èxit.
L'obra de Bertha Valerius està representada al Museu Nacional, a l'Acadèmia de les Arts, al Museu Nòrdic d'Estocolm, a la Universitat d'Uppsala, al Museu Linköping i a la Reial Acadèmia de Ciències.

## Galeria d'imatges[4]

### Pintures

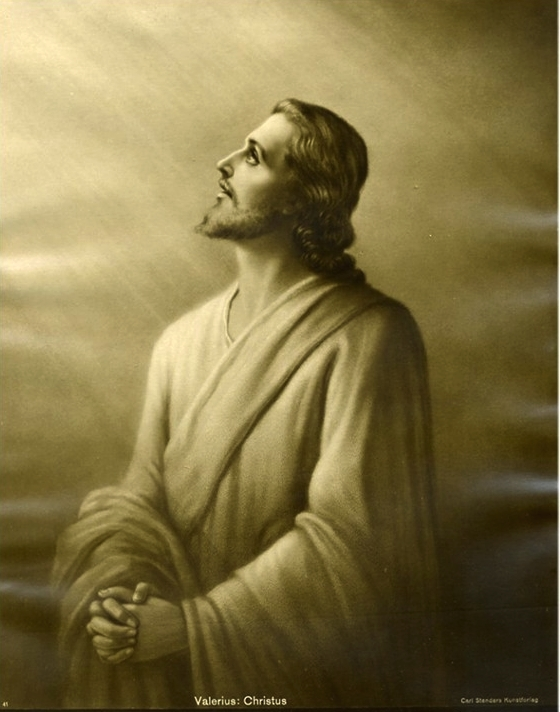
Reproducció en blanc i negre de la imatge popular de Jesús
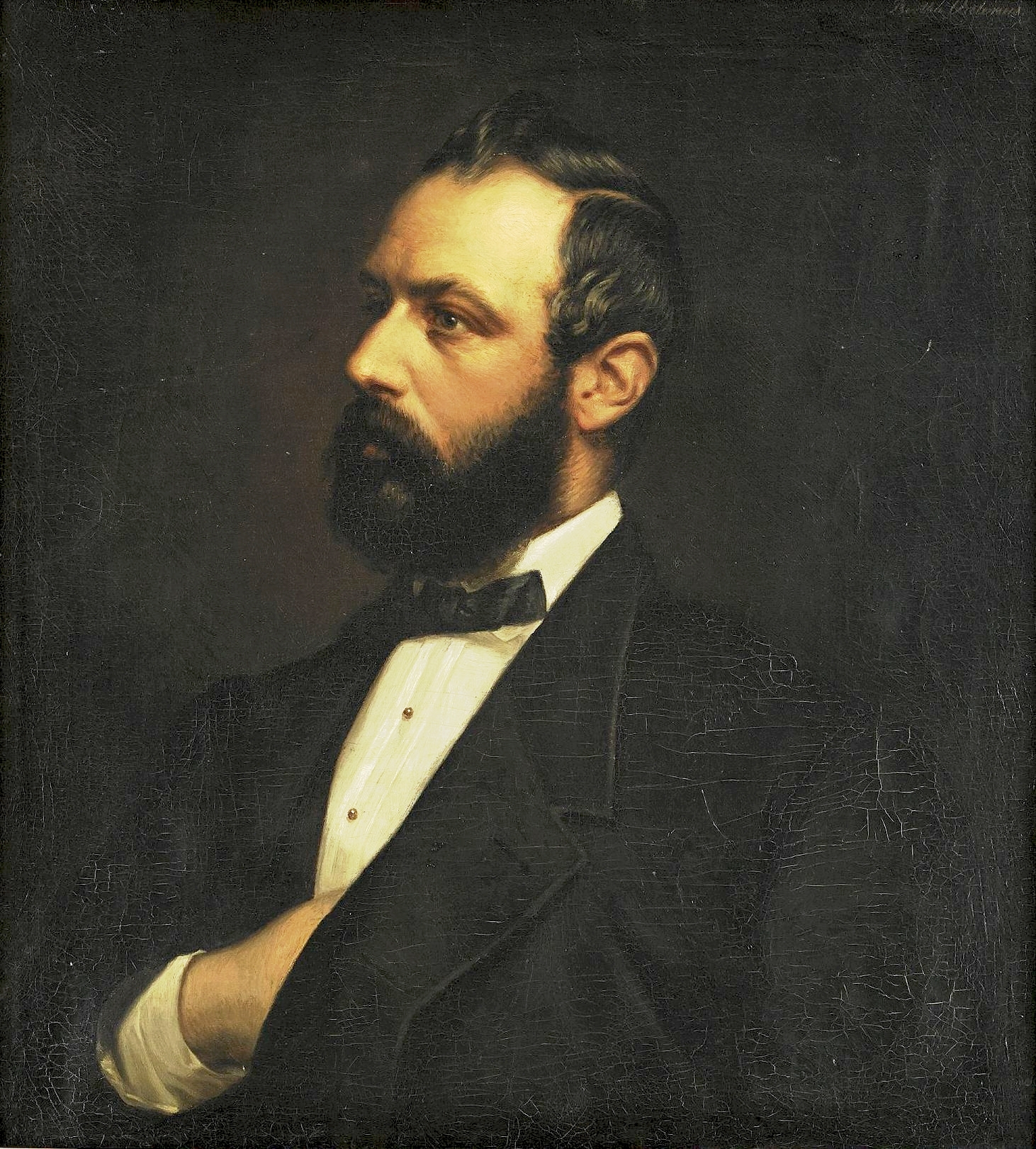
Carles XV de Suècia
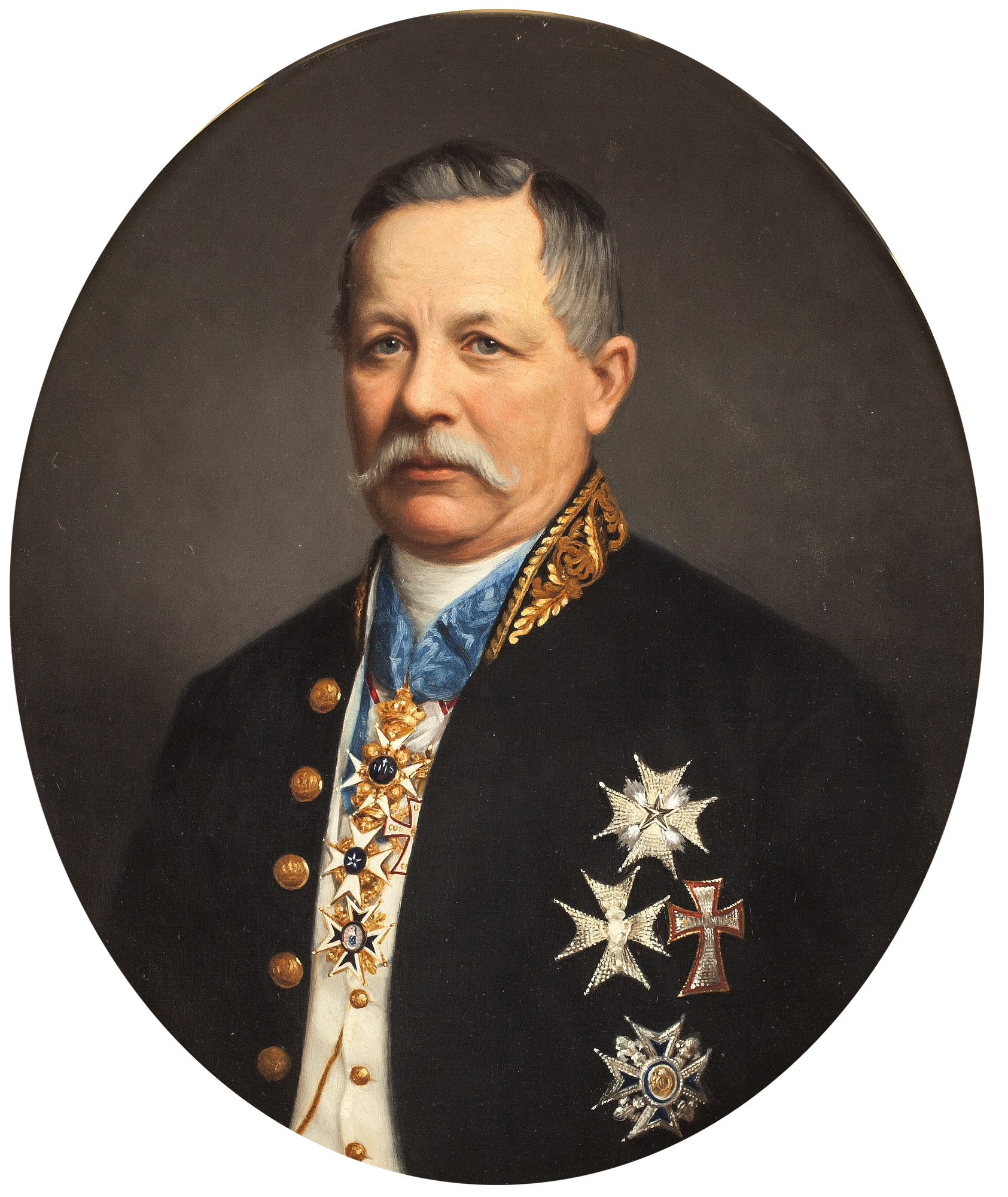
Gustaf Georg Knut Åkerhielm
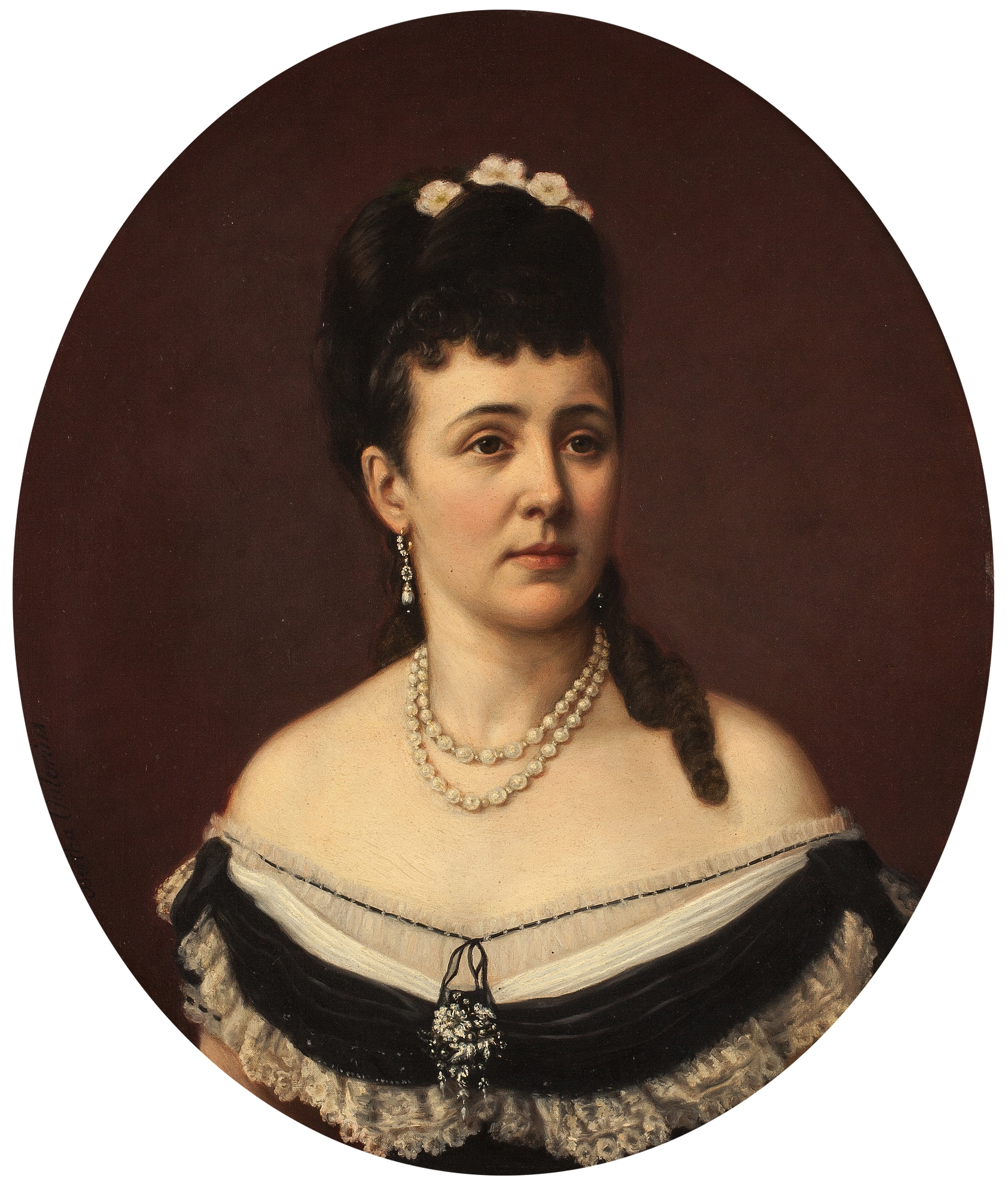
Julia Åkerhielm
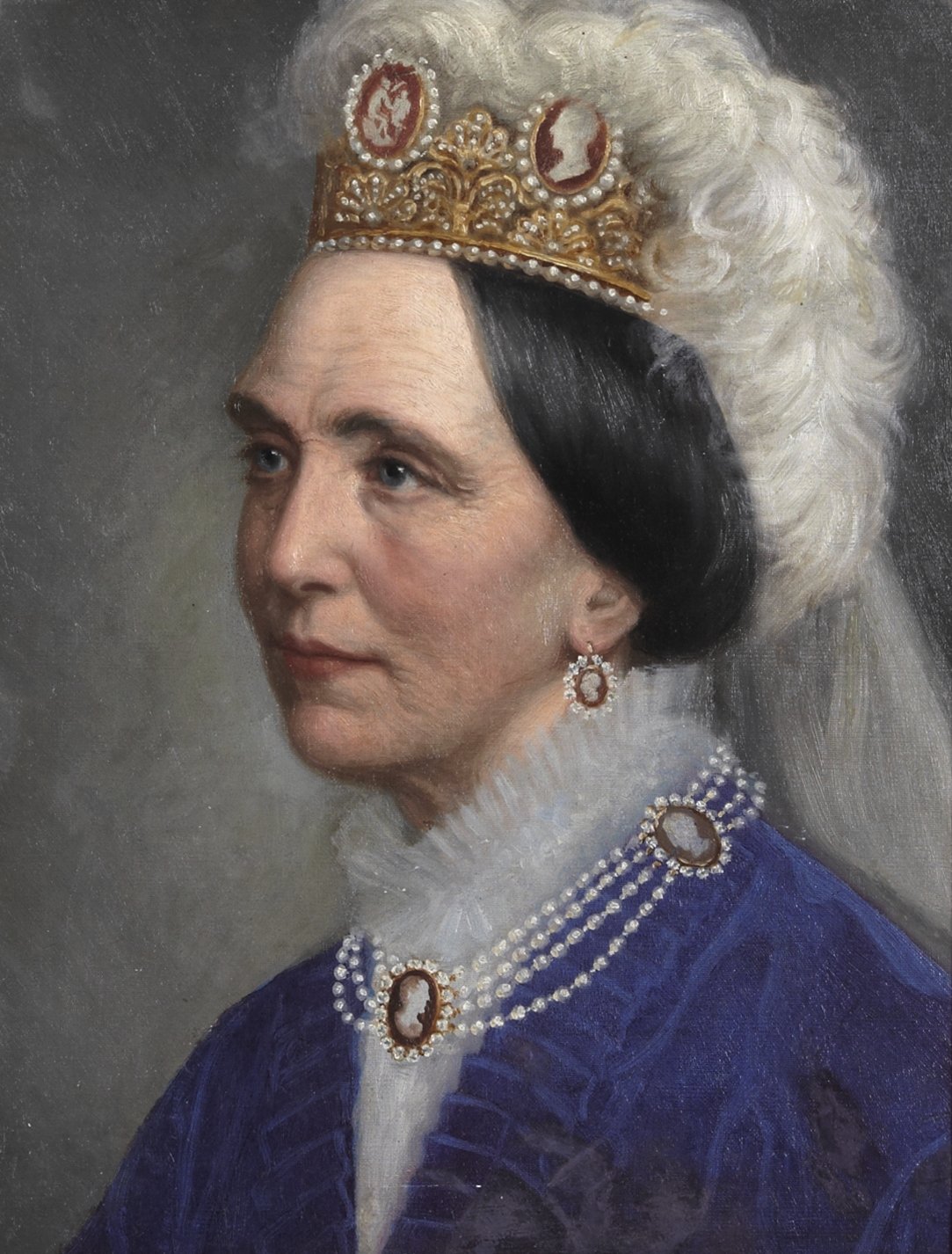
Josepa de Leuchtenberg

### Fotografies[5]

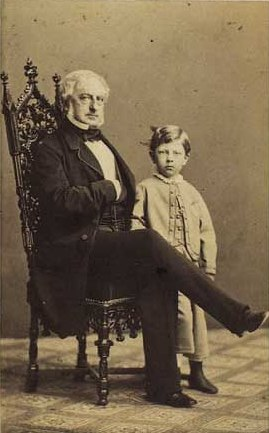
Wulff Scheel-Plessen
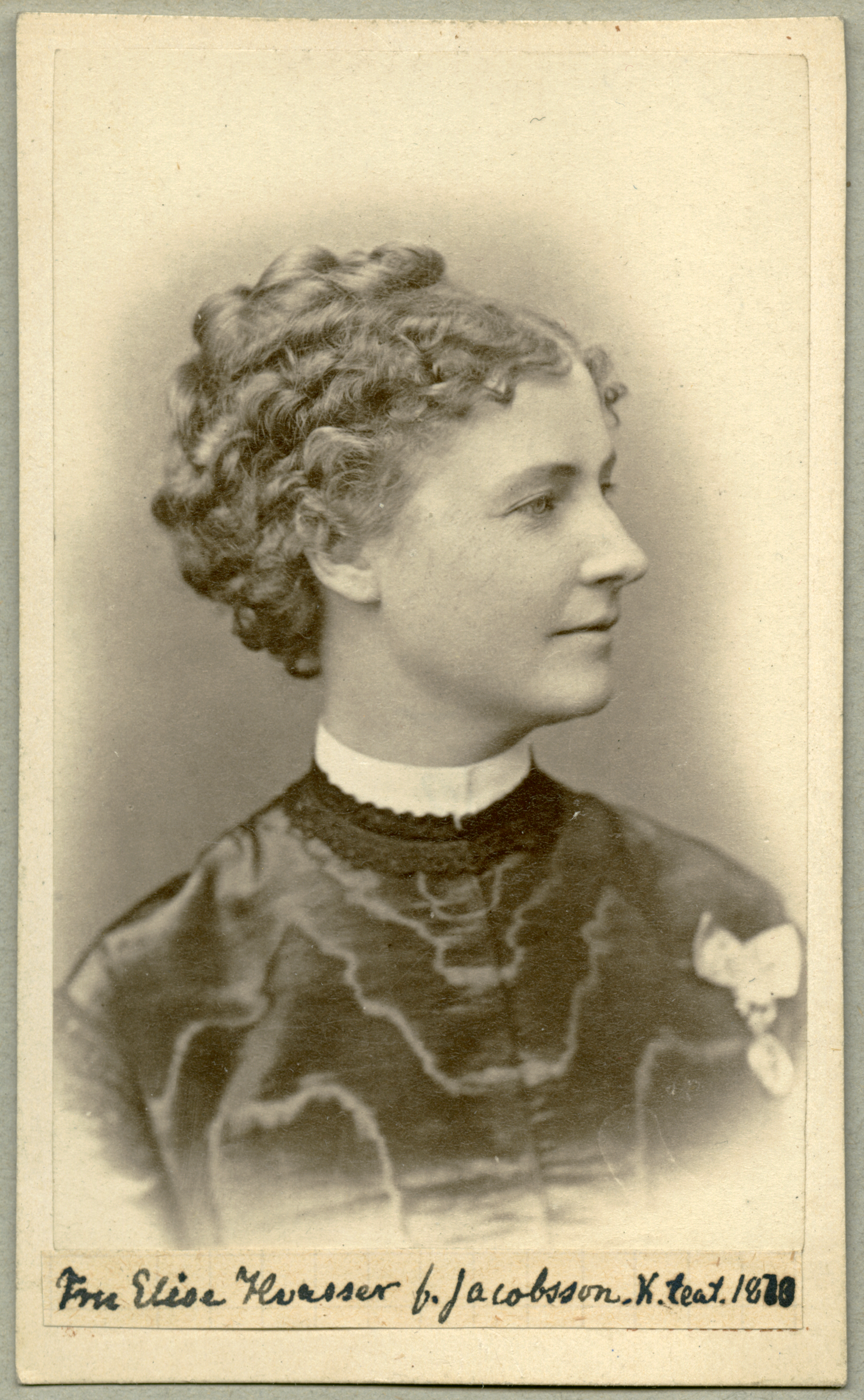
Elise Hwasser, actriu (1870)
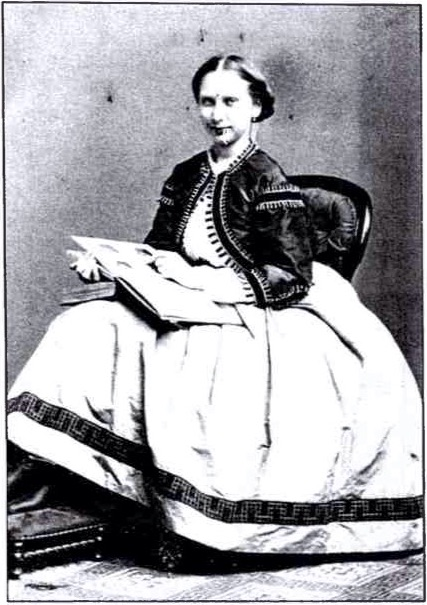
Princesa Lluïsa de Suècia, després reina de Dinamarca